# Jocs Olímpics d'Estiu de 1976
Els Jocs Olímpics d'Estiu de 1976, oficialment anomenats Jocs de la XXI Olimpíada, es van celebrar a la ciutat de Mont-real (Canadà) entre el 17 de juliol i l'1 d'agost de 1976. En aquests Jocs hi van participar 6.028 atletes (4.781 homes i 1.247 dones) de 92 comitès nacionals diferents, competint en 23 esports i 198 especialitats.
El Jocs de Mont-real es recorden com un dels més problemàtics de tota la història, en mig de la crisi del moviment olímpic al llarg dels anys 70 i 80. Aquesta va ser la primera edició amb un boicot massiu per part d'alguns dels membres del COI. El motiu va ser una gira dels All Blacks per Sud-àfrica. L'estat africà era sancionat pel COI a no participar en els Jocs Olímpics per la política de l'apartheid. Llavors alguns estats africans demanaren l'exclusió de Nova Zelanda de la cita olímpica, tot i que el rugbi no era esport olímpic. En negar-se el COI, vint-i-cinc comitès olímpics africans més Iraq, Líban i Guyana van retirar-se dels Jocs quan ja eren a la Vila Olímpica.
D'altra banda, des de la mateixa elecció de Mont-real van començar els problemes econòmics. El govern canadenc no va donar suport al finançament del Jocs de la segona ciutat francòfona del món. Això, juntament amb l'ambiciós projecte i altres problemes com les vagues dels obres de l'Estadi Olímpic, provocaren un important dèficit que col·loquen els Jocs de 1976 com els menys rendibles de la història.
En l'aspecte purament esportiu, la gimnàstica va donar els tres noms propis dels Jocs: la jove Nadia Comăneci, Nel·lie Kim i Nikolai Andriànov.

## Ciutats candidates
Curiosament, les tres ciudats candidates als Jocs de la XXI Olimpiada Moderna foren les amfitriones de les tres edicions següents: Mont-real, Moscou i Los Angeles. La seu es va triar a la 69a Sessió del COI, celebrada el 12 de maig de 1970 a Amsterdam (Països Baixos). Aquests varen ser els resultats de les votacions:
| Ciutat      | Comitè olímpic | Ronda 1 | Ronda 2 |
| Mont-real   | Canadà         | 25      | 41      |
| Moscou      | Unió Soviètica | 28      | 28      |
| Los Angeles | Estats Units   | 17      | -       |

## Comitès participants

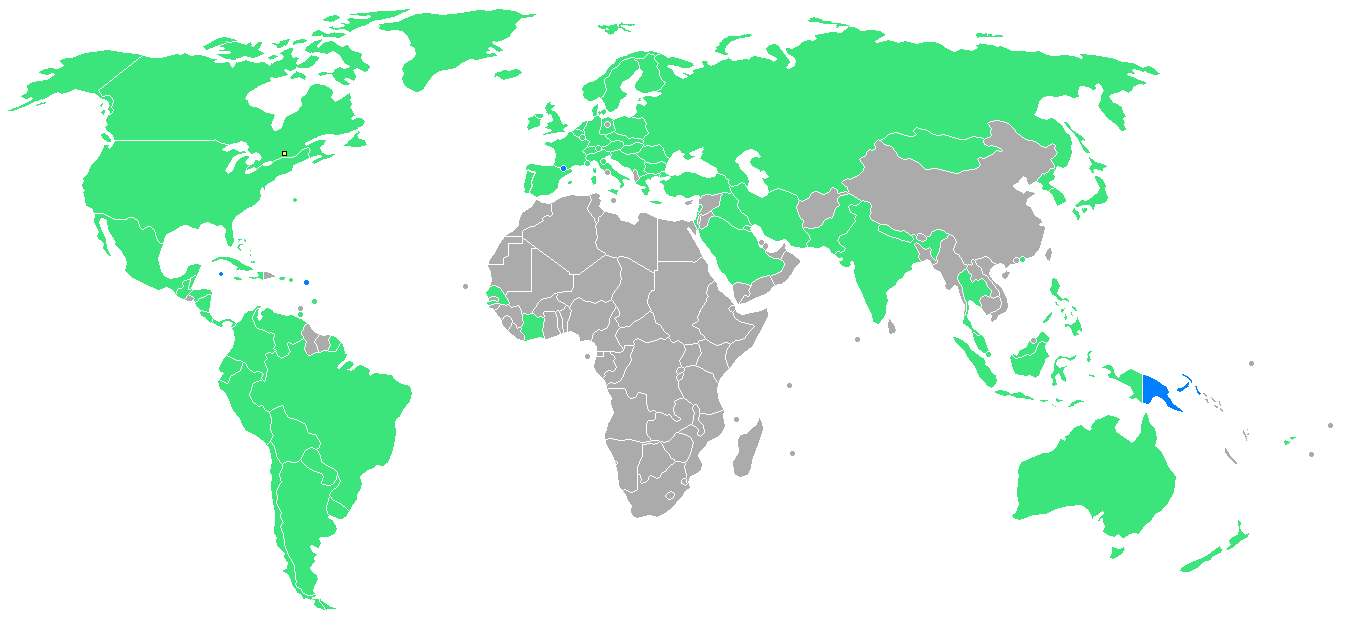
Països participants als Jocs Olímpics de 1976. Les nacions sombrejades de color blau participaren per primera vegada en aquests jocs.

En aquests Jocs participaren un total de 92 comitès nacionals diferents, fent-ho per primera vegada els d'Andorra, Antigua i Barbuda, Illes Caiman i Papua Nova Guinea.
Deixaren de participar, sense motiu polític, Afganistan, Albània, Birmània, Cambodja, Ceilan, Dahomey, El Salvador, Lesotho, Libèria, Malta, Síria, República de la Xina, Somàlia, Vietnam del Sud i Zaire.
En aquesta edició Hondures Britànica adoptà el nom de Belize i reaparegué Hondures.
| - Andorra (3) - Antigua i Barbuda (9) - Antilles Neerl. (4) - Aràbia Saudita (19) - Argentina (70) - Austràlia (182) - Àustria (60) - Bahames (10) - Barbados (10) - Bèlgica (106) - Belize (4) - Bermudes (22) - Bolívia (4) - Brasil (81) - Bulgària (160) - Camerun (4) - Canadà (391) - Colòmbia (34) - Corea del Nord (41) - Corea del Sud (50) - Costa d'Ivori (8) - Costa Rica (5) - Cuba (150) - Dinamarca (69) - Egipte (29) - Espanya (115) - Equador (5) - Estats Units (403) - Fiji (2) - Filipines (13) - Finlàndia (89) | - França (213) - Grècia (37) - Guatemala (29) - Haití (12) - Hondures (3) - Hong Kong (25) - Hongria (183) - Illes Caiman (4) - Illes Verges (18) - Índia (26) - Indonèsia (7) - Iran (84) - Irlanda (46) - Islàndia (14) - Israel (26) - Itàlia (221) - Iugoslàvia (90) - Jamaica (20) - Japó (215) - Kuwait (14) - Líban (4) - Liechtenstein (6) - Luxemburg (8) - Marroc (9) - Malàisia (23) - Mèxic (99) - Mònaco (10) - Mongòlia (33) - Nepal (1) - Nicaragua (14) - Noruega (68) | - Nova Zelanda (84) - Països Baixos (103) - Pakistan (24) - Panamà (8) - Papua Nova Guinea (5) - Paraguai (6) - Perú (13) - Polònia (224) - Portugal (19) - Puerto Rico (81) - Regne Unit (249) - RDA (274) - Rep. Dominicana (11) - RFA (289) - Romania (157) - San Marino (10) - Senegal (23) - Singapur (4) - Surinam (3) - Suècia (122) - Suïssa (54) - Tailàndia (43) - Trinitat i Tobago (12) - Tunísia (17) - Turquia (27) - Txecoslovàquia (150) - Unió Soviètica (412) - Uruguai (9) - Veneçuela (31) - Xile (7) |

### Boicot polític
28 Comitès nacionals refusaren participar en els Jocs Olímpics mostrant el seu desgrat amb la invitació a participar en aquests del Comitè de Nova Zelanda, la selecció de rugbi de la qual havia trencat el bloqueig esportiu imposat a Sud-àfrica amb motiu de l'aplicació del règim de l'apartheid.
| - Algèria - Alt Volta - Camerun - Rep. Centreafricana - Congo - Egipte - Etiòpia | - Gabon - Gàmbia - Ghana - Guyana - Iraq - Kenya - Líbia | - Madagascar - Malawi - Mali - Marroc - Níger - Nigèria - Sudan | - Eswatini - Tanzània - Togo - Tunísia - Txad - Uganda - Zàmbia |

## Esports disputats
En aquests Jocs Olímpics es diputaren 198 proves de 23 esports diferents:

## Seus

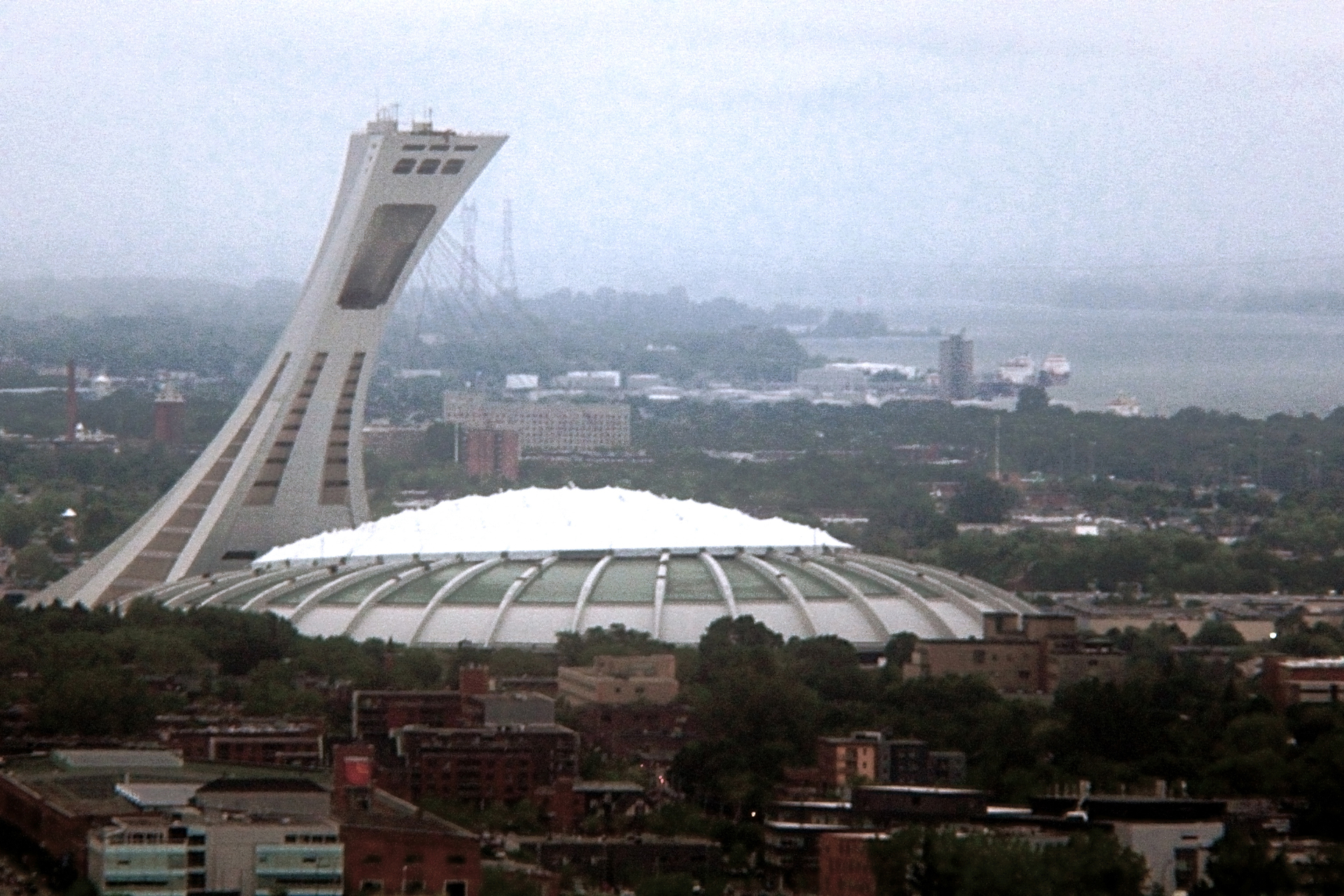
Vista exterior de l'Estadi Olímpic.

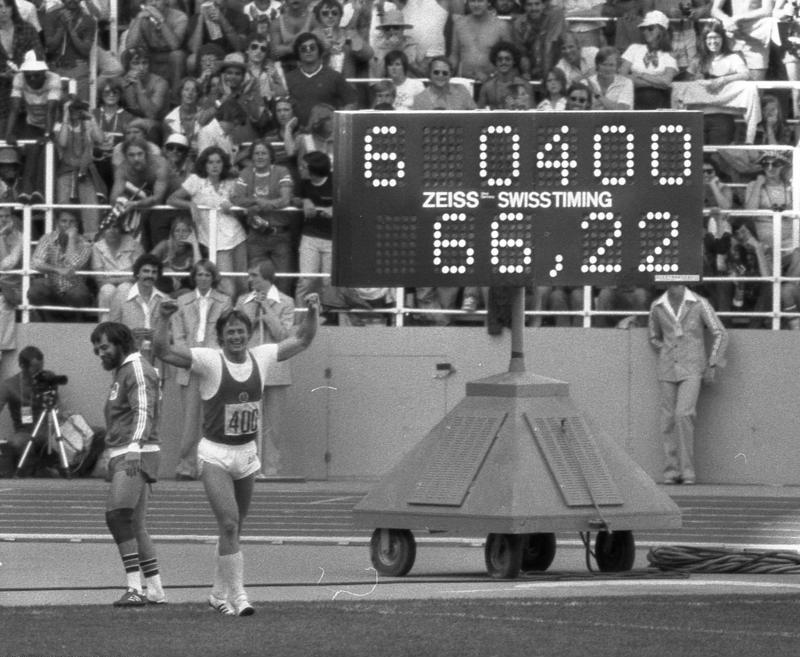
Competició de llançament de disc.

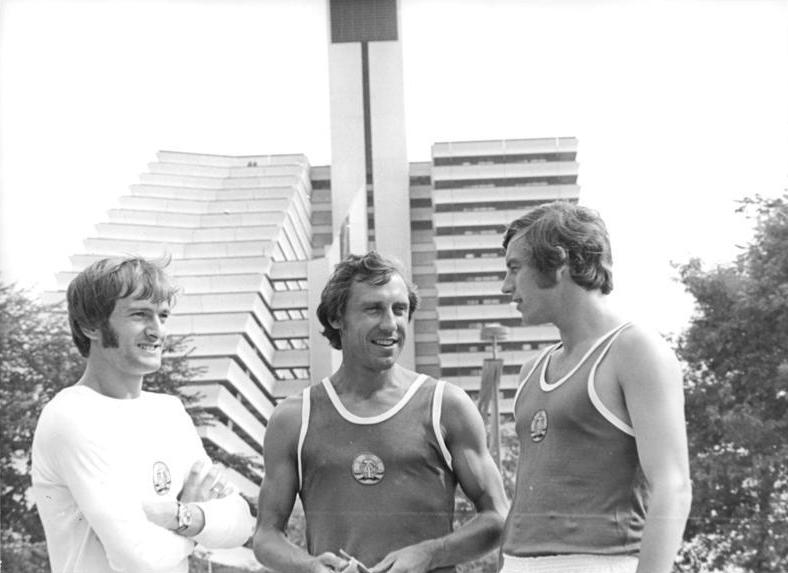
Esportistes a la vila olímpica durant els Jocs.

### Montreal Olympic Park
- Estadi Olímpic – cerimònies d'obertura/clausura, atletisme, futbol (final), hípica (final prova de salts per equips)
- Piscina olímpica – natació, pentatló modern (natació), salts i waterpolo (final)
- Velòdrom olímpic – ciclisme (pista) i judo
- Jardí botànic – atletisme (20 km marxa) i pentatló modern (cross)
- Maurice Richard Arena – Boxa i lluita
- Centre Pierre Charbonneau – lluita

### Seus a Mont-real
- Île Notre-Dame – Piragüisme i rem
- Claude Robillard Centre – handbol i waterpolo
- Centre Étienne Desmarteau – bàsquet
- St. Michel Arena – halterofília
- Paul Sauvé Centre – voleibol
- Montreal Forum – bàsquet (final), boxa, gimnàstica, handbol i voleibol
- Mount Royal Park – ciclisme (prova individual en carretera)
- Quebec Autoroute 40 – ciclisme (contrarellotge per equips en carretera)
- Carrers de Mont-real – atletisme (marató)
- Winter Stadium (Universitat de Mont-real) – esgrima i pentatló modern (esgrima)
- Molson Stadium (Universitat McGill) – hoquei sobre herba

### Seus fora de Mont-real
- Olympic Shooting Range (L'Acadie) – pentatló modern (tir) i tir olímpic
- Olympic Archery Field (Joliette) – tir amb arc
- Olympic Equestrian Centre (Bromont) – hípica i pentatló modern (hípica)
- Pavilion de l'éducation physique et des sports (Universitat Laval, ciutat de Quebec) – handbol (preliminars)
- Sherbrooke Stadium (Sherbrooke) – futboll (preliminars)
- Palais des Sports (Sherbrooke) – handbol (preliminars)
- Port de Portsmouth (Kingston) – vela
- Varsity Stadium (Toronto) – futbol (preliminars)
- Lansdowne Park (Ottawa) – futbol (preliminars

## Aspectes destacats

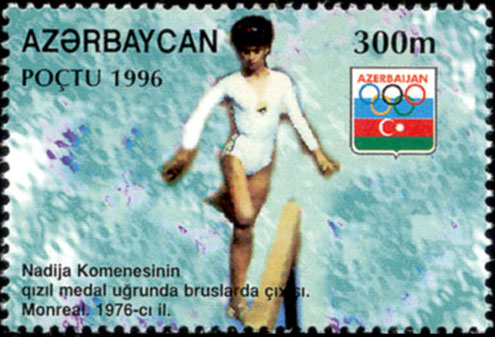
Segell commemoratiu azerbaidjanès de la victòria de Nadia Comăneci en els Jocs Olímpics d'estiu de 1976.

- Els Jocs foren ignaugurats per la reina Isabel II del Regne Unit, cap d'estat del Canadà.

- El Canadà, el país amfitrió, va finalitzar la seva participació en els Jocs amb cinc medalles de plata i sis de bronze. Aquesta és l'única vegada, fins al moment, en què el país amfitrió dels Jocs Olímpics d'estiu no va guanyar cap medalla d'or. Anteriorment, però, ja s'havia produït en els Jocs Olímpics d'hivern l'any 1924, 1928, 1984 i 1988, aquests últims disputats a Calgary (Canadà). Així doncs, després d'haver organitzat dos Jocs Olímpics Canadà és l'únic país en no haver guanyat una medalla d'or en la seva terra d'origen.

- Les competició de bàsquet, rem i handbol s'obriren a la competició femenina.

- La gimnasta romanesa de 14 anys Nadia Comăneci va causar sensació per ser la primera a la qual es va concedir una puntuació perfecta de 10.0 punts en barres asimètriques. Va obtenir en total set puntuacions de 10.0, aconseguint tres medalles d'or, una de plata i una altra de bronze.

- El japonès Shun Fujimoto es va trencar una cama mentre realitzava els seus exercicis de rutina. L'equip nipó mantenia una estreta competència amb la Unió Soviètica, de manera que Fujimoto va mantenir la seva lesió en secret. En finalitzar la seva competició d'anelles, però, es va desllorigar el genoll i va ser forçat a retirar-se.

- Les estrelles individuals van incloure a l'italià Klaus Dibiasi, que va guanyar la seva tercera medalla d'or consecutiva en salt de trampolí; el soviètic Víktor Sanéiev que va guanyar la seva tercer medalla d'or en triple salt; i la polonesa Irena Szewinska, guanyadora dels 400 metres llisos, va aconseguir sumar al llarg de la seva carrera un total de set medalles en cinc categories diferents.

- El cubà Alberto Juantorena va aconseguir la victòria en les proves de 400 m i 800 metres llisos. Per la seva banda, el finlandès Lasse Virén aconseguí el doblet en el 5.000 i 10.000 metres llisos i finalitzà 5è a la marató, no podent igualar les tres victòries del llegendari Emil Zátopek en l'edició de 1952.

- L'hongarès Miklos Németh va guanyar l'or en el llançament de javelina i es va convertir en el primer fill d'un altre medallista d'or de l'atletisme. El seu pare, Imre, havia guanyat el llançament de martell el 1948.

## Medaller
La Unió Soviètica tornà a imposar-se al medaller amb un marge important respecte als seus perseguidors. Sorprenentment, la RDA va superar en medalles d'or els Estats Units. Aquest tercer lloc suposa la pitjor classificació dels americans en un medaller olímpic al llarg de totes les edicions. Els seus veïns canadencs van tindre una actuació igual de calamitosa, convertint-se en els únics amfitrions que no han aconseguit cap medallada d'or als seus Jocs.
Deu comitès amb més medalles en els Jocs Olímpics de 1976. País amfitrió ressaltat.

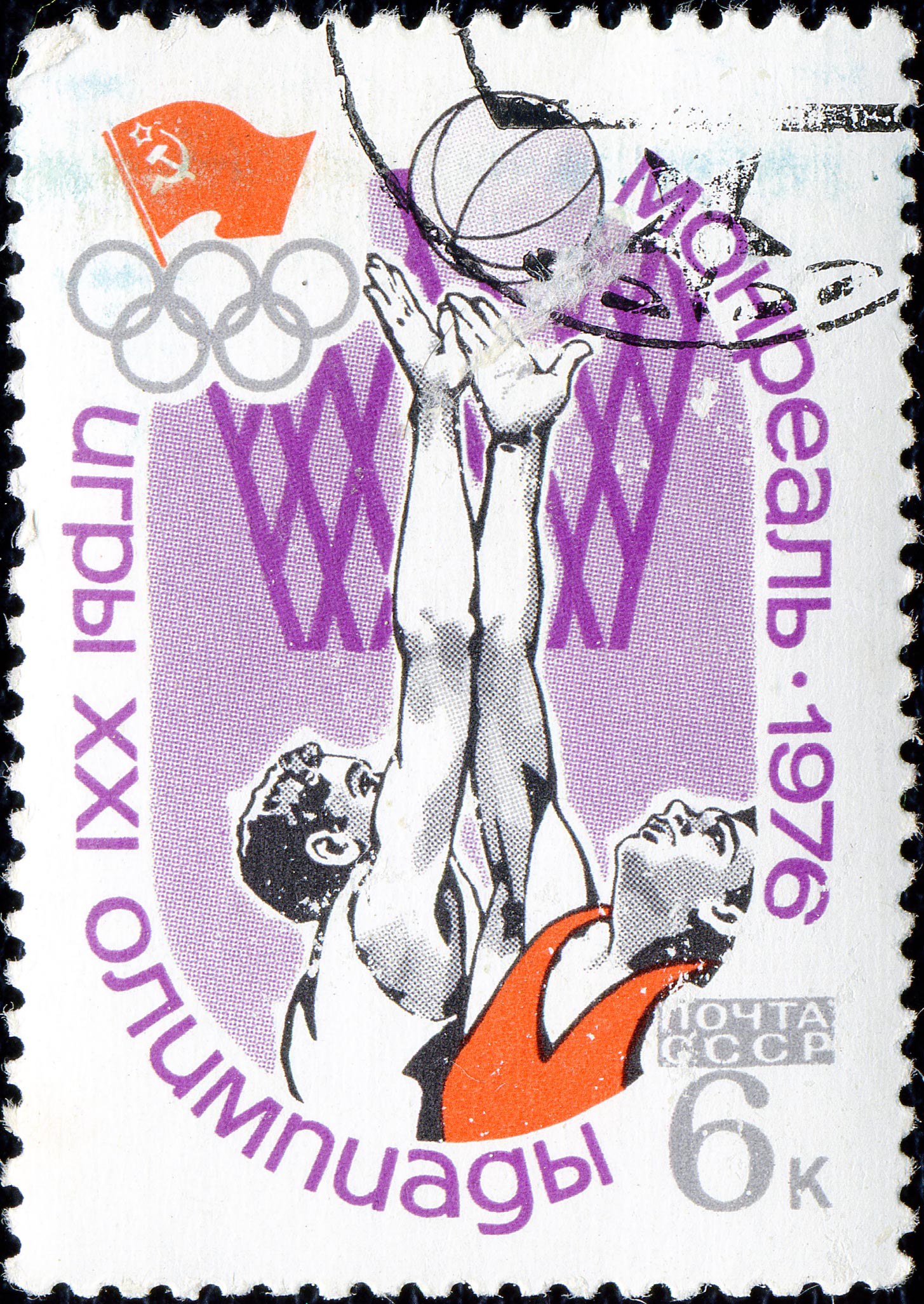
Segell commemoratiu soviètic dels Jocs Olímpics d'estiu de 1976.

| Pos. | Comitè olímpic          | Or | Plata | Bronze | Total |
| 1    | Unió Soviètica (URS)    | 49 | 49    | 35     | 135   |
| 2    | Alemanya Oriental (GDR) | 40 | 25    | 25     | 90    |
| 3    | Estats Units (USA)      | 34 | 35    | 25     | 94    |
| 4    | Alemanya Federal (FDR)  | 10 | 12    | 17     | 39    |
| 5    | Japó (JAP)              | 9  | 6     | 10     | 25    |
| 6    | Polònia (POL)           | 7  | 6     | 13     | 26    |
| 7    | Bulgària (BUL)          | 6  | 9     | 7      | 22    |
| 8    | Cuba (CUB)              | 6  | 4     | 3      | 13    |
| 9    | Romania (ROM)           | 4  | 9     | 14     | 27    |
| 10   | Hongria (HON)           | 4  | 5     | 13     | 22    |

### Medallistes més guardonats
Categoria masculina
| Nom               | CON            | Disciplina | Or | Plata | Bronze | Total |
| Nikolai Andriànov | Unió Soviètica | Gimnàstica | 4  | 2     | 1      | 7     |
| John Naber        | Estats Units   | Natació    | 4  | 1     | 0      | 5     |
| Mitsuo Tsukahara  | Japó           | Gimnàstica | 2  | 1     | 2      | 5     |
| Jim Montgomery    | Estats Units   | Natació    | 3  | 0     | 1      | 4     |
| Sawao Kato        | Japó           | Gimnàstica | 2  | 1     | 0      | 3     |
| John Hencken      | Estats Units   | Natació    | 2  | 1     | 0      | 3     |

Categoria femenina
| Nom                 | CON            | Disciplina | Or | Plata | Bronze | Total |
| Kornelia Ender      | RDA            | Natació    | 4  | 1     | 0      | 5     |
| Nadia Comăneci      | Romania        | Gimnàstica | 3  | 1     | 1      | 5     |
| Shirley Babashoff   | Estats Units   | Natació    | 1  | 4     | 0      | 5     |
| Nel·li Kim          | Unió Soviètica | Gimnàstica | 3  | 1     | 0      | 4     |
| Andrea Pollack      | RDA            | Natació    | 2  | 2     | 0      | 4     |
| Liudmila Turíxtxeva | Unió Soviètica | Gimnàstica | 1  | 2     | 1      | 4     |